# Granat-2
Le Granat-2 est un drone de reconnaissance tactique russe.

## Description
Il fait partie du système de reconnaissance d'artillerie Navodchik-2[source insuffisante]. Il devient difficile à détecter dès qu'une altitude entre 1600 et 2400 m est atteinte.

## Histoire opérationnelle
L'engagement opérationnel de ce drone est dévoilé lors de la guerre du Donbass. Un exemplaire est abattu lors de la l'invasion de l'Ukraine par la Russie en 2022.

## Opérateur militaire
- Russie